# Zawada (Prudnik)
Pour les articles homonymes, voir Zawada.
Zawada est une localité polonaise du gmina de Głogówek, située dans le powiat de Prudnik (voïvodie d'Opole).

## Histoire
De 1743 à 1945, Zowade fait partie de l'arrondissement de Neustadt-en-Haute-Silésie dans la district d'Oppeln au sein de la province de Silésie.